# ウェストミンスター信仰基準
ウェストミンスター信仰基準、（-しんこうきじゅん、Westminster Standards）は、ウェストミンスター信仰告白（1647年4月29日）、ウェストミンスター大教理問答（1648年3月22日）、ウェストミンスター小教理問答（1647年11月5日）さらに、公同礼拝指針と教会政治・戒規指針を加えた5つからなる改革派教会、長老派教会の信仰基準の総称。ウェストミンスター会議で作成された。

## 背景
- 17世紀に英国ロンドンのウェストミンスター教会で開催された神学者会議によって作成された。カルヴァン主義に立つ信仰基準である。この神学者会議は、イギリス・チャールズ1世の治世に英国教会の教会政治と礼典と教理を確立するために召集されたもので、ウェストミンスター神学者会議と呼ばれる。

## 日本
日本国内では、下記の教派がウェストミンスター信仰基準を信仰規準としている。
- 独自の前文を付し、一部の改定を含んで採用する：日本キリスト改革派教会
- 日本基督長老教会と日本福音長老教会が1993年に合同して成立した：日本長老教会
- 北米改革長老教会日本中会